# Pristimantis vertebralis
Pristimantis vertebralis är en groddjursart som först beskrevs av George Albert Boulenger 1886.  Pristimantis vertebralis ingår i släktet Pristimantis och familjen Strabomantidae. IUCN kategoriserar arten globalt som sårbar. Inga underarter finns listade i Catalogue of Life.